# Víctor Manuel Fernández
Víctor Manuel „Tucho” Fernández (Río Cuarto megye, 1962. július 18. –) argentin római katolikus pap, teológus, a Hittani Dikasztérium prefektusa, a Nemzetközi Teológiai Bizottság és a Pápai Biblikus Bizottság elnöke, bíboros.
2009 decemberétől 2018 áprilisáig az Argentin Katolikus Egyetem rektora volt. A La Plata-i főegyházmegye érsekévé 2018. június 2-án nevezték ki. Ferenc pápa 2023. július 1-jén, szeptember 15-i hatállyal Fenándezt a Hittani Dikasztérium prefektusává nevezte ki, majd a 2023. szeptember 30-i konzisztóriumon bíborossá kreálta.

## Élete

### Oktatás és pályafutás kezdete
1962. július 18-án született a Córdoba tartománybéli Alcira Gigenában. Apja, Emilio boltos volt, aki támogatta Raúl Alfonsínt, a radikális politikai vezetőt. Fernández 1978-ban lépett be a szemináriumba.

### Teológus és oktató
Az 1990-es évek végén követte Jorge Mario Bergoglio Buenos Aires-i érsek ajánlását, és visszautasította a meghívást egy bogotái teológiai intézet vezetésére.
Ő vezette az Argentin Katolikus Egyetem (CUA) teológiai karát, amikor Bergoglio bíboros 2009. december 15-én rektornak nevezte ki. 2011. május 20-án tette le hivatali esküjét, amikor kinevezését megerősítette a Tanulmányi Intézetek Katolikus Nevelésügyi Kongregációja, amely visszatartotta hozzájárulását, amíg Fernández válaszolt a Hittani Kongregáció (CDF) kinevezésével szembeni kifogásaira. Bergoglio nehezményezte ítélőképességének megkérdőjelezését, Fernández pedig magát az eljárást is tiszteletlennek találta, amikor Rómába utazott, csak azért, hogy a CDF az utolsó pillanatban lemondjon egy találkozót. 2023 júliusában, prefektusi kinevezése után kijelentette, hogy a CDF „még engem is kivizsgált”; hozzátette, hogy hónapok alatt „tisztázta [a CDF-nek a] valódi gondolkodását, és minden derűsen megoldódott.” Gerhard Ludwig Müller bíboros, aki 2012 és 2017 között állt a CDF élén, megerősítette, hogy a CDF a 2000-es évek végén a teológiájával kapcsolatos aggodalmak miatt aktát vezetett Fernándezről.
Két hónappal azután, hogy Bergoglio bíborosból pápa lett, 2013. május 13-án Fernándezt Tiburnia címzetes érsekévé nevezte ki, majd 2013. június 15-én a Buenos Aires-i székesegyházban püspökké szentelte Mario Poli, Buenos Aires érseke, José María Arancedo, Santa Fe érseke, Eduardo Martín, Río Cuarto püspöke, Carlos Tissera, Quilmes püspöke és Andrés Stanovnik, Corrientes érseke. Fernández egy mellkeresztet viselt, amelyet Ferenc pápa Rómából küldött neki. Ő volt az egyetem első rektora, akit érsekké nevezte ki. Ferenc pápa első argentin püspöki kinevezéseként ezt a kinevezést a Római Kúria megrovásának tekintették, amellyel Ferenc pápa Buenos Aires érsekeként időnként ellenséges viszonyban állt, különösen amiatt, hogy egyesek Rómában megpróbálták megakadályozni Fernández 2011-es kinevezését az UCA rektorává.
Ferenc pápa őt nevezte ki abba a bizottságba, amely a 2014 októberében tartott családszinódus záró üzenetét (relatio) fogalmazta meg.
Ferenc pápa 2015 októberében a Püspöki Szinódus tizennegyedik rendes közgyűlésének tagjává nevezte ki és a szinódus résztvevőinek szavazásra benyújtott zárójelentés szerkesztőbizottságába nevezte ki.
2016. december 17-én a Tanulmányi Intézetek Katolikus Nevelésügyi Kongregációja tagjává nevezték ki.
A CUA rektori megbízatása 2018. április 25-én ért véget, miután kitöltötte a maximális két mandátumot ebben a tisztségben.

### La Plata érseke
Ferenc pápa megválasztása után Fernándezt gyakran emlegették, mint jelöltet a Római Kúria valamely fontos posztjára, például a Tanulmányi Intézetek Katolikus Nevelésügyi Kongregációja, vagy távolabbi esetben a Hittani Kongregáció prefektusaként. Ferenc pápa 2018. június 2-án nevezte ki a La Plata-i főegyházmegye érsekévé Héctor Rubén Aguer utódjául, aki évek óta rossz egészségi állapotban volt, aki alig egy héttel korábban, 75. születésnapján benyújtotta lemondását, ahogyan az szükséges volt, és akit az Argentin Püspöki Konferencián belül régóta Bergoglio ellenfeleként tartottak számon. Fernández azt mondta, hogy a főegyházmegye programja az „Evangelium gaudium lesz, de komolyan, nem szlogenként”, és hogy Ferenc pápa azt mondta neki, hogy alaposan nézze meg az érseki szemináriumot. A főegyházmegye érsekévé június 16-án iktatták be.
2019-ben érsekként azzal vádolták, hogy öt szexuális visszaéléssel kapcsolatos vádakkal szemben támogatta Eduardo Lorenzo, La Plata-i papot. Fernándezt azzal vádolták meg, hogy még azután is támogatta Lorenzót, hogy elfogatóparancsot adtak ki ellene, és a pap öngyilkos lett.

### A Hittani Dikasztérium prefektusa
Ferenc pápa 2023. július 1-jén, szeptember 15-i hatállyal nevezte ki őt, Luis Ladaria Ferrer bíboros utódjává a Hittani Dikasztérium (DDF) prefektusi posztjára. Ő lett az első argentin, akit Ferenc pápa a Római Kúria vezető pozíciójába nevezett ki.
Ferenc pápának Fernándezhez írt „rendkívül szokatlan” spanyol nyelvű levelét a kinevezésének bejelentése mellett tették közzé. Ebben meghatározta a küldetését, mondván: „Az a dikasztérium, amely felett Ön elnökölni fog, más időkben erkölcstelen módszerekhez folyamodott. Azok olyan idők voltak, amikor a teológiai ismeretek előmozdítása helyett az esetleges tanbeli tévedéseket követték. Amit Öntől várok, az bizonyosan valami egészen más.” A levél azt üzente Fernándeznek, hogy ösztönözze a teológiát, amelynek célja „az intelligencia növelése és a hit átadása az evangelizáció szolgálatában”, megjegyezve, hogy életműve azt mutatja, hogy tudja, hogyan kell „a teológiai ismereteket párbeszédbe hozni Isten szent népének életével.” Figyelmét inkább ide irányította, mint a DDF új felelősségére a klerikális fegyelemért és a szexuális visszaélések eseteire.
A főegyházmegye híveinek írt levelében Fernández elmondta, hogy kezdetben azért utasította el a kinevezést, mert nem érezte magát „képzettnek vagy kiképzettnek” a dikasztérium gyermekbántalmazásért felelős részlegének vezetésére, és akkor engedett, amikor biztosították arról, hogy a részleg szakemberei képesek önállóan is dolgozni.
Kinevezése után egy interjúban Fernández azt mondta, hogy ellenzi az azonos neműek megáldását, de kijelentette, hogy azokat, amelyek nem okoznak zavart, meg kell erősíteni.
2023. július 9-én bejelentette, hogy a szeptember 30-i konzisztóriumon bíborossá kívánja kreálni. Ezen a konzisztóriumon a Santi Urbano e Lorenzo a Prima Porta-templomot jelölték ki címtemplomául bíboros-diakónusi rangban.
Bíborossá kreálásakor a Papok által bántalmazottak túlélőinek hálózata (Survivors Network of those Abused by Priests - SNAP) és a Papok visszaéléseinek megszüntetése (Ending Clergy Abuse - ECA) csoportok közös nyilatkozatban szólították fel Ferenc pápát, hogy távolítsa el Fernándezt a DDF éléről, és vonja vissza bíborosi kinevezését. Nyilatkozatukban a SNAP és az ECA úgy fogalmazott, hogy véleményük szerint azzal, hogy Fernándezt a DDF élére nevezték ki, „Ferenc pápa nemcsak rossz ítélőképességről tesz tanúbizonyságot, hanem a katolikus áldozatokkal szembeni durva tiszteletlenségről is világszerte.”
Ferenc pápa 2023. december 18-án jóváhagyta a DDF döntését, amely lehetővé teszi a papok számára, hogy megáldják a nem házas és azonos nemű párokat. A Fiducia supplicans dekrétum lehetővé teszi az azonos nemű párok megáldását, de mindenféle rituálé vagy a házasság látszatának felkínálása nélkül. Ez a dokumentum világszerte ellenállást váltott ki, különösen Afrikából: legalább 25 püspöki konferencia, 46 bíboros és püspök, valamint különböző szervezetek bírálták a dokumentumot, vagy aggályaiknak adtak hangot, köztük Müller, Sarah, Napier, Kutwa vagy Sturla bíborosok.
2024. április 8-án Ferenc pápa jóváhagyta a Dignitas Infinita című nyilatkozatot, amely elítélte az emberi méltóság megsértését, beleértve a nemi elméletet, valamint az abortuszt és a nők hátrányos megkülönböztetését.

## Kapcsolat Ferenc pápával
Ferenc pápával való kapcsolata az Argentin Püspöki Konferenciának végzett munkájára nyúlik vissza, ahol bebizonyította, hogy képes különböző nézőpontokat beépíteni a csoportnyilatkozatok megfogalmazásába. A CELAM 2007-es aparecidai konferenciája szerkesztőbizottságának vezetőjeként Ferenc pápa Fernández szakértelmére támaszkodott. A Római Kúria ellenállása, hogy Ferenc pápa Fernándezt választotta az UCA rektorává, vélhetően megszilárdította Ferenc pápa támogatását, és arra késztette, hogy Fernándezt érsekké nevezze ki és fontos feladatokat is adjon neki.
Ferenc pápa bizalmát élvezi, és általánosan elismert, mint az Evangelii gaudium buzdítás egyik szerzője. Ő írta vagy „jelentős mértékben hozzájárult” a Laudato Si’ kezdetű enciklikához.
Ferenc pápa „megbízható teológusának” nevezik, állítólag ő volt a fő szerzője az Amoris Laetitia című apostoli buzdításnak, amelyet Ferenc pápa 2016-ban adott ki a családügyi szinódus két ülését követően. Az Amoris saját, bővített védelmében Fernández nagyobb mozgástér mellett érvelt az elváltaknak és újraházasodottaknak való szentáldozásról szóló döntés meghozatalakor. Azt írta, hogy „nem lehet azt állítani, hogy ezek a [szexuális] aktusok minden egyes esetben szubjektív értelemben súlyosan becstelenek. Az egyes helyzetek bonyolultságában van az, ahol [Aquinói] Szent Tamás szerint »a meghatározatlanság növekszik«.” Azt is mondta, hogy „sok kérdésben sokkal progresszívebb vagyok, mint a pápa.”
Ferenc pápa „elsődleges szellemírójának”, valamint közeli munkatársának is nevezték. Ferenc pápa 2018 februárjában a római papsághoz intézett beszédében idézte „Az élet jó dolgai ebben az időben” című esszéjét.

## Művek
A Gyógyíts meg a száddal című könyve 1995-ben jelent meg; ez a könyv a csók művészetének teológiai elemzését tartalmazza. A könyv 2023-ban, Fernández DDF-es kinevezését követően újra felbukkant; megvédte azt, tagadva, hogy eretnekséget vagy heterodox tanítást tartalmazna, de kijelentette, hogy ma már nem írná meg, és hogy újrakiadása már megszűnt.
1998-ban jelent meg Mexikóban a Misztikus szenvedély: Spiritualitás és érzékiség című könyv, amely szemléletes leírásokat tartalmaz az emberi szexuális kapcsolatokról, és az argentin teológus által „misztikus orgazmusként” leírtakról. Részletesen ábrázol egy képzeletbeli erotikus találkozást Jézus Krisztussal Galilea partjainál. A könyv utolsó része az emberi orgazmusra és annak az isteni intimitással való kapcsolatára összpontosít. Fernández a könyv hatodik fejezetében írja le „egy szerelmi élményt, egy szenvedélyes találkozást Jézussal, amelyről egy tizenhat éves tinédzser [lány] mesélt nekem.” Fernández később úgy jellemezte a művet, mint „ifjúságom könyvét, amelyet most biztosan nem írnék meg”, és amelyet „félre lehet értelmezni”; azzal érvelt, hogy megjelenése után hamarosan elvetette, és elrendelte, hogy ne nyomtassák újra, és később „komolyabb műveket” írt a misztikáról. Néhány klerikális szexuális visszaélést túlélő személy „mélyen felkavartnak” nevezte magát Fernández művei miatt, míg a II. János Pál Akadémia az Emberi Életért és Családért felszólította Ferenc pápát, hogy menessze Fernándezt a posztjáról.
Az In il progetto di Francesco. Dove vuole portare la Chiesa (A Ferenc-projekt: Hová akarja vezetni az egyházat) című könyvben Fernández Paolo Rodari újságírónak, a La Republica olasz napilap munkatársának adott interjújában Ferenc pápaságának átfogó témáit írja le, azt, hogy az erkölcsi kérdéseket összefüggéseiben kell vizsgálni, ahelyett, hogy azokan meg nem alkuvónak állítanák, hogy „lángra lobbantják a szíveket” ahelyett, hogy elavult „filozófiai vagy természetjoggal kapcsolatos” érveket ismételgetnének. Így fogalmazott: „Például nem jó az azonos neműek házasságát ellenezni, mert az emberek hajlamosak úgy tekinteni ránk, mint egy csoport neheztelő, kegyetlen, érzéketlen, sőt, túlzó egyénekre. Teljesen más dolog a házasság szépségéről és a különbőzőségek harmóniájáról beszélni, ami egy férfi és egy nő szövetségének része. Ez a pozitív kontextus önmagáért beszél, amikor azt akarjuk megmutatni, hogy a »házasság« kifejezés használata az azonos neműek együttélésére, alkalmatlan.”